# Зліт (фільм, 1979)
«Зліт» (рос. «Взлёт») — радянський двосерійний художній фільм, знятий режисером Саввою Кулішем у 1979 році. У стрічці, що розповідає про долю засновника теоретичної космонавтики Костянтина Ціолковського, головну роль зіграв поет Євген Євтушенко.
На XI Московському міжнародному кінофестивалі (1979) картина була удостоєна Срібної премії.

## Сюжет

### 1-а серія
Шкільний учитель Костянтин Едуардович приносить на урок прилад. Досвід закінчується вибухом. В аптеці, куди Ціолковський приходить за йодом і сірчаною кислотою, він знайомиться з провізором Сергієм Івановичем Паніним (Альберт Філозов). Розмова про можливість «розхитати атом» зближує молодих людей. Панін на довгі роки стає одним з найближчих Ціолковському людей.
Проекти побудови аеростата Костянтин Едуардович періодично посилає в Російське фізико-технічне товариство Санкт-Петербурга. Відповіді приходять стандартні: практичного значення ідея не має, в субсидуванні відмовити. Віру в те, що за керованими аеростатами — майбутнє, в Ціолковському підтримує фізик Столєтов, однак надати безпосередню допомогу вченому-самоучці він не може.
Роки йдуть, кількість відмов досягає декількох десятків, «наукова лабораторія» Костянтина Едуардовича як і раніше розміщується в сараї.
Про свою дружину Варвару Євграфівну (Лариса Кадочникова) Ціолковський відгукується як про «цілющий еліксир». У родині один за іншим народжуються діти. Надія батька — син Ігнатій, якого вчений вважає найталановитішим. Одного разу юнак приносить газету зі статтею, що розповідає, що в Берліні вже побудували дирижабль. Ціолковський, перебуваючи в розпачі від власного безсилля, громить свою майстерню. Через деякий час Ігнатій їде вчитися в Петербург.
Починається XX століття.

### 2-я серія
З Петербурга приходить телеграма, яка сповіщає, що Ігнатій загинув. Роздавлений горем Ціолковський кілька діб перебуває в забутті. Ледве прийшовши до тями — в будинку з'являються поліцейські, щоб заарештувати дочку Любу за зв'язок з революціонерами. Варвара Євграфівна благає чоловіка сходити разом з нею до церкви на пасхальне богослужіння. Але і під час служби Ціолковський продовжує подумки вести розрахунки. Втікши з церкви, він поспішає до Паніна, щоб поділитися черговою ідеєю.
Сергій Іванович просить друга звільнитися від прожектів, до яких Ціолковський «прикутий, як раб до галери». Костянтин Едуардович, прагнучи довести життєздатність своїх планів, влаштовує для Паніна демонстраційний політ крихітного літального апарата. Той дійсно злітає в повітря, проте експеримент закінчується загорянням воза, що їде по місту. Ціолковського затримує поліція.
Основна дія закінчується у 1903 році. Далі творці фільму фрагментарно оповідають про найважливіші віхи в житті Ціолковського, згадуючи, що його книги стануть бібліографічною рідкістю, а формула, яку він записує, носитиме його ім'я. Вчений ще не знає, що йому доведеться пережити сина Івана і дочку Анну.

## У ролях
- Євген Євтушенко —  Костянтин Едуардович Ціолковський
- Лариса Кадочникова —  Варвара Євграфівна, дружина Ціолковського
- Альберт Філозов — Панін, аптекар, друг Ціолковського
- Олена Фіногєєва — Люба, дочка Ціолковського
- Кирило Арбузов — Ігнатій, син Ціолковського
- Вадим Александров — кравець, прагне літати на саморобних крилах
- Георгій Бурков — Рокотов, купець
- Іон Унгуряну — священик
- Володимир Сєдов — Євграф Миколайович
- Володимир Еренберг — Лебедєв, наглядач навчальних закладів
- Ольга Барнет — дружина наглядача
- Сергій Насібов — Дмитро
- Костянтин Забєлін — листоноша
- Анатолій Соловйов — Бетлінг
- Олег Федоров — жандармський офіцер
- Марина Яковлєва — Таня
- Амаяк Акопян — шофер Рокотова
- Сергій Бондарчук — текст від автора

## Знімальна група
- Режисер — Савва Куліш
- Автор сценарію — Олег Осетинський
- Оператор —  Володимир Климов
- Композитор — Олег Каравайчук
- Каскадер — Олександр Іншаков
- Художники —  Володимир Аронін,  Тетяна Вадецька
- Монтаж — Роза Рогаткіна